# Pectobacterium carotovorum
Pectobacterium carotovorum — грам-негативна паличкоподібна бактерія родини Enterobacteriaceae, облігатний паразит рослин та небезпечний фітопатоген з широким колом хазяїв, зокрема викликає м'яку гниль та чорну ніжку картоплі.

## Таксономічне положення
Вид був вперше описаний в 1901 році під назвою Bacillus carotovorus, в 1923 році запропонована назва Erwinia carotovora (ухвалена в 1980 році), а в 1927 році Bacterium carotovorum (так і не була ухвалена). В 1945 році частина видів роду Erwinia, включаючи E. carotovora, були перенесені до нового роду Pectobacterium (ухвалений в 1980 році), що, проте, перестав використовуватися наприкінці 1990-тих років. В 1998 році Хаубен з співавторами знову запропонували відновити його на основі дослідження 16S рРНК. Зараз, проте, залишаються сумніви щодо доцільності такого відновлення і тому для виду застосовуються обидва синоніми, а його класифікація продовжує переглядатися. Зокрема було запропоновано надати ранг видів кільком підвидам цього виду як P. atrosepticum, P. betavasculorum і P. wasabiae.

## Патогенез
Pectobacterium carotovorum може вражати досить широке коло хазяїв, серед яких морква, картопля, помідор, салат, гарбузові, цибуля, перець та інші, викликаючи хворобу майже у всіх тканинах враженої рослини. Це дуже економічно важливий патоген в термінах збитку після збору врожаю та є типовою причиною псування збережених фруктів та овочів, це псування відоме як «м'яка гниль» або «бактеріальна м'яка гниль» (BSR). Більшість рослин залишаються стійкими до хвороби, проте бактерія легко вражає рослину у випадку механічних пошкоджень, а розвитку інфекції сприяють висока вологість та температури близько 30 °C. Фактори вірулентності включають пектинази, целлюлази, протеази, ліпази, ксиланази і нуклеази, що допомагають паразиту приникати та розповсюджуватися в тілі рослини-хазяїна (разом з типовішими факторами).
Хвороба найчастіше починається після певних сільськогосподарських робіт, що викликають пошкодження рослини, наприклад, обрізання верхівки. Хоча патоген здатний проникнути через будь-яку рану, частіше це трапляється саме через верзівку. Пошкоджені тканини рослини швидко стають бурими та перетворюються на м'яку знилосну масу, що має характерний запах. Листя навколо гниючих стебел зав'ядають, пізніше гниль переходить і на них, спершу розповсюджуючись уздовж судин. Якщо вражені частини рослини збираються разом із врожаєм, патоген продовжує розвиватися і у сховищі.